# Kemlada
Kemlada (Kiemlada, Kimlada) – polski herb szlachecki. Używany przez jedną rodzinę pochodzenia kaszubskiego (herb własny), która osiadła na Mazowszu.

## Opis herbu
Opis z wykorzystaniem zasad blazonowania, zaproponowanych przez Alfreda Znamierowskiego:
W polu błękitnym z bordiurą złotą, takież serce. Klejnot: nad hełmem w koronie trzy wieże blankowane, srebrne w wachlarz. Labry błękitne, podbite złotem.

## Najwcześniejsze wzmianki
Herb przytaczany przez Ostrowskiego (Księga herbowa rodów polskich) i Chrząńskiego (Tablice odmian herbowych) oraz Bonieckiego (Herbarz polski).

## Rodzina Grabowskich
Rodzina osiadła na Mazowszu w XVIII wieku, wylegitymowana ze szlachectwa w Królestwie Polskim w latach 1837, 1852, 1854, 1855. Rodzina używała przydomka Kemlada, co może wskazywać na pokrewieństwo z kaszubskimi Kiemlada-Grabowskimi. Istotnie, Przemysław Pragert pisze, że rodzina ta przywędrowała na Mazowsze z Pomorza. Podaje też, że Ostrowski błędnie stwierdził migrację rodziny w odwrotnym kierunku, tzn. z Mazowsza na Pomorze. Z rodu tego wywodził się Maciej Grabowski, podskarbi wielki koronny. Potomkowie jego bratanka i spadkobiercy, Wojciecha wylegitymowali się ze szlachectwa w Królestwie Polskim. Byli to Stanisław Józef Bonifacy Kemlada na Grabowie (wnuk), Alfons Marian (prawnuk), Bronisław Paweł (prawnuk), Wilhelm Feliks (prawnuk). Z rodziny tej wywodził się Sylwester Grabowski-Ciemlada, ksiądz, kapelan WP w latach 1919-1922, zamordowany przez hitlerowców w 1939.

## Herbowni
Grabowscy z przydomkiem Kemlada. Mazowieccy Grabowscy, jeśli przyjąć ich teorię o pochodzeniu od kaszubskich Grabowskich, powinni pierwotnie używać ich herbu, Grabowski IV.
Istnieli Grabowscy używający szeregu innych herbów. Część z nich to rodziny kaszubskie. Mazowieccy Grabowscy używali herbu Jastrzębiec i herb ten przypisywano też kaszubskim Grabowskim. Grabowscy z przydomkiem Goetzendorf używali herbu Zbiświcz w kilku wersjach, również hrabiowskich (Grabowski VIII Hrabia, Grabowski IX Hrabia). Grabowscy osiedli na Warmii i Mazurach, a potem na Litwie, używali herbu Grabowski VI z odmianami.
Istnieli też liczni inni Grabowscy poza Kaszubami. Pieczętowali się kilkudziesięcioma innymi herbami.